# 10251 Mulisch
10251 Mulisch
10251 Mulisch là một tiểu hành tinh vành đai chính với chu kỳ quỹ đạo là 1301.6191419 ngày (3.56 năm). Nó được đặt theo tên Harry Mulisch, a Dutch author.
Nó được phát hiện ngày 26 tháng 3 năm 1971.